# كورت بوهمه
كورت بوهمه (بالألمانية: Kurt Böhme)‏ هو مغني ومغني أوبرا ألماني، ولد في 5 مايو 1908 في درسدن في ألمانيا، وتوفي في 20 ديسمبر 1989 في ميونخ في ألمانيا.

## وصلات خارجية
- كورت بوهمه على موقع IMDb (الإنجليزية)
- كورت بوهمه على موقع مونزينجر (الألمانية)
- كورت بوهمه على موقع ميوزك برينز (الإنجليزية)
- كورت بوهمه على موقع أول ميوزيك (الإنجليزية)
- كورت بوهمه على موقع ديسكوغز (الإنجليزية)